# Jednostka insulinowa
Jednostka insulinowa - termin stosowany dla określenia jednostki wagowej dawek preparatów insuliny stosowanej w leczeniu cukrzycy. W powszechnym użyciu jest jednostka insulinowa, gdzie 1 jednostka to 1/100 ml danego preparatu insuliny. W penach do dozowania insuliny zwykle znajdują się wkłady o pojemności 300 jednostek insulinowych (3 ml), można nimi podawać insulinę z dokładnością do jednej jednostki. W pompach insulinowych możliwe jest dozowanie dawek mniejszych od jednostki insulinowej.
1 jednostka międzynarodowa insuliny zatwierdzona w 1959 roku przez WHO zawiera 0,04167 jednostki insulinowej.

Przeczytaj ostrzeżenie dotyczące informacji medycznych i pokrewnych zamieszczonych w Wikipedii.